# Marion Lécrivain
Pour les articles homonymes, voir Lécrivain.
Marion Lécrivain est une actrice et metteur en scène française.

## Biographie
Formée au Conservatoire national supérieur d'art dramatique à Paris, elle se produit comme actrice au cinéma et au théâtre. Elle travaille également comme metteur en scène au théâtre.

## Filmographie
- 2004 : Silence de Fabrice Destagnol (court-métrage)
- 2005 : Les Héritiers de Fabrice Destagnol (court-métrage)
- 2006 : Visions of Europe, segment Paris by Night de Tony Gatlif
- 2006 : La Femme de Roger Gabesque d’Emmanuel Plassereau (court-métrage)
- 2007 : Tout est pardonné de Mia Hansen-Løve
- 2008 : La reine des pommes de Valérie Donzelli
- 2009 : Carioca de Philippe Blanc (court-métrage)
- 2009 : Une souris verte de Juliette Hénocque (court-métrage)
- 2010 : La guerre est déclarée de Valérie Donzelli
- 2012 : Renoir de Gilles Bourdos
- 2014 : On a failli être amies d'Anne Le Ny
- 2015 : Marguerite et Julien de Valérie Donzelli
- 2020 : Notre Dame de Valérie Donzelli

## Théâtre
- 2004 : Donne-moi du feu de Miguel Angel Sevilla
- 2004 : A qui ma femme de Georges Feydeau, mise en scène Ludovic Lamaud
- 2008 : Nous, les héros de Jean-Luc Lagarce, mise en scène Elisabeth Holzle (Centre Dramatique de la Courneuve)
- 2009 : Jean La Chance de Bertolt Brecht, mise en scène Elisabeth Holzle (Centre Dramatique de la Courneuve)
- 2010 : La Parisienne d'Henry Becque, mise en scène Frédéric Maragnani  (Théâtre de l'Ouest Parisien)
- 2011 : Baroufs de Carlo Goldoni, mise en scène Frédéric Maragnani (TOP / Boulogne)
- 2011 : De l’Amour mise en scène Philippe Minyana (Théâtre de la Ville / Théâtre Ouvert)
- 2011 : Sous les Arbres de Philippe Minyana , mise en scène Frédéric Maragnany (Théâtre de la Ville / Théâtre Ouvert)

### Mise en scène
- 2005 : Blanche is dead (CNSAD)
- 2007 : Faust au bistro d’après la pièce Faust de Goethe (Festival mondial de la marionnette de Charleville-Mézières)
- 2008 : Claxcification (Compagnie Les Effarés)
- 2009 : Chat en poche de Georges Feydeau (Compagnie Les Effarés)
- 2010 : L’Homme qui rit d’après le roman L'Homme qui rit de Victor Hugo. Adaptation et mise en scène (Centre Dramatique de la Courneuve)
- 2014 : Jules Cesar d'après Jules César d'après Jules César de William Shakespeare
- 2017 : Manque (حنین) de Sarah Kane en darija (arabe dialectal marocain et français)